# Prvi kontinentalni kongres
Prvi kontinentalni kongres je bila konvencija delegatov iz trinajstih ameriških kolonij, ki so se sestali jeseni 1774, na predvečer ameriške revolucije in ameriške vojne za neodvisnost. Sklican je bil kot odgovor na t. i. nedopustna dejanja (Intolerable Acts), zbirko kazenskih zakonov britanskega parlamenta, in je potekal v Independence Hall v mestu Philadelphia, Pensilvanija. Kongresa se je udeležilo 56 delegatov, ki so jih imenovale skupščine trinajstih kolonij, z izjemo province Georgia, ki ni poslala nobenega delegata. Kongres je obravnaval odnos z matično državo Britanijo, organiziral gospodarski bojkot britanskega blaga, objavil seznam krivic in zaprosil kralja Jurija III., da se te krivice popravijo.
Kongres se je tudi odločil sklicati nov Drugi kontinentalni kongres, če peticija ne bi preprečila izvajanja nedopustnih dejanj matične države. Ker peticija ni uspela, je bil naslednje leto sklican Drugi kontinentalni kongres, da bi organizirali obrambo kolonij v ameriški vojni za neodvisnost.